# Sandokan, el tigre de Borneo
Sandokan, el tigre de Borneo (títol original en italià: Sandokan, la tigre di Mompracem) és una pel·lícula d'aventures franco-italo-espanyola dirigida per Umberto Lenzi el 1963, adaptació de l'obra d'Emilio Salgari, Le Tigri di Mompracem. Ha estat doblada al català.

## Argument
El governador anglès lord Guillonk (inspirat en James Brooke) ha capturat el pare de Sandokan, el vell sultà de Mulader, i ha anunciat públicament la imminència de la seva execució. Per alliberar el seu pare, Sandokan prepara, amb el seu amic Yanez, un pla destinat a desembarcar a les costes de Labuan i a prendre com a ostatge el governador. La petita tropa penetra per sorpresa a la residència de lord Guillonk que té tanmateix temps de fugir. Sandokan s'apodera llavors de la seva neboda, la bella Mary Ann.

## Repartiment
- Steve Reeves: Sandokan
- Genevieve Grad: Mary Ann
- Andrea Bosic: Yanez
- Rik Battaglia: Sambigliong
- Leo Anchoriz: Lord Guillonk
- Mario Valdemarin: Tinent Ross
- Antonio Molino Rojo: Tinent Toymby
- Enzo Fiermonte: Sergent Mitchell
- Nazzareno Zamperla: Hirangu
- Gino Marturano: Tananduriam
- Maurice Poli: Girobatol
- Joachim Oliveras: Tinent Appleton
- Wilbert Bradley: Pataan
- Ananda Kumar: Twang Long
- Giovanni Cianfriglia: Alamba
- Alessandro Barrera Dakar: Sabu
- Pietro Capanna: Home de Sandokan